# Amygdalus andersonii
Amygdalus andersonii là loài thực vật có hoa trong họ Hoa hồng. Loài này được (A. Gray) W. Wight mô tả khoa học đầu tiên năm 1913.